# (97069) Stek
(97069) Stek est un astéroïde de la ceinture principale.

## Description
(97069) Stek est un astéroïde de la ceinture principale. Il fut découvert le 12 novembre 1999 à Gnosca par Stefano Sposetti. Il présente une orbite caractérisée par un demi-grand axe de 2,61 UA, une excentricité de 0,06 et une inclinaison de 8,6° par rapport à l'écliptique.

## Compléments